# Juan Caviglia
Juan Nicolás Caviglia (* 28. November 1929 in Córdoba; † 17. Januar 2022 in Alta Gracia) war ein argentinischer Turner.

## Karriere
Juan Caviglia war zunächst als Stabhochspringer aktiv. Später wechselte er zum Turnen und gewann dort mit 20 Jahren bereits seinen ersten nationalen Meistertitel. Es folgten mehrere Medaillen bei den Panamerikanischen Spielen 1951, 1955 sowie 1959. 
Des Weiteren nahm Caviglia für Argentinien an den Olympischen Sommerspielen 1952 und 1960 teil. 1960 war er der einzige Turner seines Landes. Zu dieser Zeit begann er seine Lehrtätigkeit am Colegio Anglo Americano de Alta Gracia. Später unterrichtete er auch am Liceo Militar de Córdoba sowie am Colegio La Salle.
Caviglia starb am 17. Januar 2022 im Alter von 92 Jahren nach einer Herzkrankheit in Alta Gracia.